# Краун Појнт (Аљаска)
Краун Појнт (енгл. Crown Point) насељено је место без административног статуса у америчкој савезној држави Аљаска.

## Демографија
По попису из 2010. године број становника је 74, што је 1 (-1,3%) становника мање него 2000. године.
| Група             | 2000.      | 2010.      |
| Белци             | 64 (85,3%) | 58 (78,4%) |
| Афроамериканци    | 0 (0,0%)   | 3 (4,1%)   |
| Азијати           | 1 (1,3%)   | 3 (4,1%)   |
| Хиспаноамериканци | 2 (2,7%)   | 4 (5,4%)   |
| Укупно            | 75         | 74         |